# Hope for Haiti Now: A Global Benefit for Earthquake Relief
Hope for Haiti Now: A Global Benefit for Earthquake Relief – charytatywny telethon, który odbył się 22 stycznia 2010 roku. Rozpoczął się o godz. 20:00, a zakończył o 22:00 czasu ETC (według czasu UTC trwał od 01:00 do 03:00). Był to najbardziej rozpowszechniony telethon w historii. Wydarzenie nadawane było ze Studia 36 w budynku CBS Television City w Los Angeles, z Kaufman Astoria Studios w Nowym Jorku oraz z prywatnego klubu The Hospital w Londynie. Poza tym następowały transmisje na żywo z Haiti.
Plany dotyczące telethonu zostały ogłoszone przez MTV Networks 15 stycznia 2010 roku, trzy dni po tragicznym trzęsieniu ziemi, które pochłonęło co najmniej 100 tysięcy ofiar. Zebrane pieniądze przekazane zostały Entertainment Industry Foundation, charytatywnej organizacji non-profit. Telethon miał formę zapoczątkowaną przez America: A Tribute to Heroes (2001) i kontynuowaną przez Shelter from the Storm: A Concert for the Gulf Coast (2005). Organizatorem i pomysłodawcą tych wydarzeń, łącznie z Hope for Haiti Now, był amerykański aktor George Clooney.
Fundusze zbierane były za pośrednictwem telefonów oraz poprzez sprzedaż albumu oraz widea, które są dystrybuowane przez siedem organizacji non-profit.
W Stanach Zjednoczonych telethon miał ponad 83 miliony widzów.

## Dochód
25 stycznia ogłoszono, że telethon przyniósł zysk w wysokości ponad 61 milionów dolarów, nie włączając w to dużych donacji korporacji oraz osób prywatnych, a także sprzedaży albumu i widea. Była to największa kwota w historii zebrana w formie telethonu na pomoc ofiarom katastrofy.

## Odbiorcy zebranych funduszy
Zebrane fundusze podzielone zostały między następujące organizacje:
- Clinton Bush Haiti Fund
- United Nations World Food Programme
- Oxfam America
- Partners In Health
- Amerykański Czerwony Krzyż
- UNICEF
- Yéle Haiti Foundation

## Album
Cyfrowy album Hope for Haiti Now ustanowił rekord dla najlepszej jednodniowej przedsprzedaży w historii iTunes, a także stał się najlepiej sprzedającą się płytą przez iTunes w 18 krajach. Hope for Haiti Now, którego cena wynosi 7.99 dolarów, składa się z 19 piosenek wykonywanych na żywo podczas koncertów, a także z nagranego wcześniej „Stranded (Haiti Mon Amour)”. Album zadebiutował na szczycie amerykańskiej listy Billboard 200, rozchodząc się w pierwszym tygodniu w ponad 170 tys. kopii. Pełny, dwugodzinny zapis wideo koncertu kosztuje 2.99 dolary.

## Wkład
Wyclef Jean poprowadził koncert w Nowym Jorku, George Clooney w Los Angeles, a Anderson Cooper na Haiti.
Rihanna ogłosiła 21 stycznia, że wraz z Jayem-Z oraz Bono i The Edge'em wykona podczas telethonu w Londynie nową piosenkę, zatytułowaną „Stranded (Haiti Mon Amour)”.
Clint Eastwood i Matt Damon apelowali o donacje w San Francisco.

### Kolejność występów
Telethon rozpoczął się i zakończył zdjęciami ofiar trzęsienia ziemi na Haiti. Format, podobny do tego z America: A Tribute to Heroes, stanowił połączenie wystąpień muzycznych, przerywanych przemowami, raportami z Haiti i obrazem rozmów telefonicznych między donatorami i operatorami w postaci gwiazd.
Tabela przedstawia przebieg wydarzeń od początku i oparta jest na transmisji CBS w Stanach Zjednoczonych. Opisy pochodzą głównie z bloga MTV.
| Czas    | Miejsce               | Wykonawcy/prezenterzy                                   | Wykonane utwory/komentarze                                                          |
| ------- | --------------------- | ------------------------------------------------------- | ----------------------------------------------------------------------------------- |
| 0:00:04 | Los Angeles           | Alicia Keys                                             | „Prelude to a Kiss”                                                                 |
| 0:03:48 | Los Angeles           | George Clooney                                          | przemówienie: wstęp                                                                 |
| 0:05:13 | Londyn                | Coldplay                                                | „A Message”                                                                         |
| 0:09:17 | Los Angeles           | Halle Berry                                             | przemówienie: opowieść                                                              |
| 0:10:56 | Nowy Jork             | Bruce Springsteen z kilkoma członkami The Sessions Band | „We Shall Overcome”                                                                 |
| 0:13:47 | centrala telefoniczna |                                                         | widok pomieszczenia                                                                 |
| 0:14:09 | Haiti                 | Anderson Cooper                                         | raport                                                                              |
| 0:16:21 | Los Angeles           | Leonardo DiCaprio                                       | przemówienie                                                                        |
| 0:17:49 | Los Angeles           | Stevie Wonder z chórem                                  | „A Time 2 Love” / „Bridge over Troubled Water”                                      |
| 0:21:47 | Nowy Jork             | Wyclef Jean                                             | przemówienie: w języku angielskim i haitańskim                                      |
| 0:23:36 | Nowy Jork             | Shakira z The Roots                                     | „I’ll Stand by You”                                                                 |
| 0:27:32 | centrala telefoniczna | Reese Witherspoon                                       | rozmowa telefoniczna                                                                |
| 0:28:36 | Haiti                 | Anderson Cooper                                         | raport: dyrektor domu dziecka                                                       |
| 0:31:43 | Los Angeles           | John Legend                                             | „Motherless Child”                                                                  |
| 0:35:54 | Nowy Jork             | Jon Stewart                                             | przemówienie: ocaleni z gruzów                                                      |
| 0:36:57 | Nowy Jork             | Mary J. Blige                                           | „Hard Times Come Again No More”                                                     |
| 0:40:55 | centrala telefoniczna | Samuel L. Jackson                                       | przemówienie: w pomieszczeniu centrali                                              |
| 0:42:01 | Haiti                 | Ray LaMontagne                                          | zdjęcia i krótkie klipy („Shelter” piosenką w tle)                                  |
| 0:43:39 | Los Angeles           | Michal San Ceville                                      | przemówienie: obywatel Haiti                                                        |
| 0:45:12 | Los Angeles           | Taylor Swift                                            | „Breathless”                                                                        |
| 0:49:01 | Haiti                 |                                                         | klipy: dzień 1.; dzień 6.                                                           |
| 0:50:16 | Los Angeles           | Nicole Kidman                                           | przemówienie: historia Jeannette i Rogera                                           |
| 0:51:32 | Los Angeles           | Christina Aguilera                                      | „Lift Me Up”                                                                        |
| 0:55:17 | centrala telefoniczna | Julia Roberts                                           | rozmowa telefoniczna                                                                |
| 0:56:26 | Haiti                 | Anderson Cooper                                         | klip: ulice centrum Port-au-Prince                                                  |
| 0:58:08 | centrala telefoniczna |                                                         | widok pomieszczenia                                                                 |
| 0:58:22 | Londyn                | Robert Pattinson                                        | przemówienie                                                                        |
| 0:59:16 | Nowy Jork             | Sting z The Roots i Chrisem Bottim na trąbce            | „Driven to Tears”                                                                   |
| 1:02:58 | San Francisco         | Matt Damon i Clint Eastwood                             | przemówienie: członkowie misji pokojowych, którzy stracili życie                    |
| 1:04:11 | Londyn                | Beyoncé z Chrisem Martinem na pianinie                  | „Halo”                                                                              |
| 1:07:44 | centrala telefoniczna | Steven Spielberg                                        | rozmowa telefoniczna z prezbiteriańskim pastorem                                    |
| 1:10:07 | Los Angeles           | Morgan Freeman                                          | przemówienie: poemat Kalamu ya Salaama                                              |
| 1:11:17 | Los Angeles           | Sheryl Crow, Kid Rock i Keith Urban                     | „Lean on Me”                                                                        |
| 1:14:54 | Haiti                 | Anderson Cooper                                         | raport: wywiad z nastolatką uratowaną 1. dnia                                       |
| 1:17:03 | Nowy Jork             | Bill Clinton                                            | przemówienie: specjalne przesłanie/Clinton Bush Haiti Fund                          |
| 1:19:07 | Nowy Jork             | Madonna z chórem                                        | „Like a Prayer”                                                                     |
| 1:22:39 | Los Angeles           | Ben Stiller                                             | przemówienie: szkoły na Haiti                                                       |
| 1:24:02 | Haiti                 | Sanjay Gupta                                            | klip: prowizoryczne ośrodki pomocy                                                  |
| 1:25:18 | Haiti                 | Sanjay Gupta z Andersonem Cooperem                      | raport: brak podstawowych antybiotyków                                              |
| 1:27:03 | Los Angeles           | Catherine Porter                                        | przemówienie: na temat jej planów adopcji Amalii                                    |
| 1:28:07 | Los Angeles           | Justin Timberlake, Charlie Sexton i Matt Morris         | „Hallelujah”                                                                        |
| 1:32:22 | centrala telefoniczna | Taylor Swift                                            | rozmowa telefoniczna                                                                |
| 1:32:51 | Los Angeles           | Muhammad Ali i Chris Rock                               | przemówienie: Chris przeczytał wiadomość od Alego                                   |
| 1:34:15 | Nowy Jork             | Jennifer Hudson z The Roots                             | „Let It Be”                                                                         |
| 1:38:10 | Haiti                 | Anderson Cooper                                         | raport: wywiad z chłopcem Monleyem Elize i pielęgniarką International Medical Corps |
| 1:39:50 | Los Angeles           | Brad Pitt                                               | przemówienie: wstęp przed występem haitańskiej wokalistki Emeline Michel            |
| 1:40:31 | Los Angeles           | Emeline Michel                                          | „Many Rivers to Cross”                                                              |
| 1:43:31 | Los Angeles           | Tom Hanks                                               | przemówienie: Farina L’Enjou, który spędził 60 godzin szukając rodziny              |
| 1:45:08 | Londyn                | Jay-Z, Rihanna, The Edge i Bono                         | „Stranded (Haiti Mon Amour)” (wyprodukowana przez Swizz Beatza i Declana Gaffneya)  |
| 1:49:35 | centrala telefoniczna | Stevie Wonder                                           | rozmowa telefoniczna                                                                |
| 1:50:12 | Los Angeles           | Julia Roberts                                           | przemówienie: dziecko Daphne                                                        |
| 1:51:21 | Los Angeles           | Dave Matthews i Neil Young                              | „Alone and Forsaken” (piosenka Hanka Williamsa)                                     |
| 1:54:51 | Los Angeles           | Denzel Washington                                       | przemówienie: długotrwałe, ale możliwe; cytowanie Martina Luthera Kinga             |
| 1:55:39 | Nowy Jork             | Wyclef Jean                                             | „Rivers of Babylon” / „Yéle”; Wyclef & Melky Jean                                   |
| 1:59:50 | Haiti                 |                                                         | zdjęcie                                                                             |

Lokacje i wykonawcy opublikowani przez USA Today:
- Nowy Jork: Wyclef Jean, Madonna, Bruce Springsteen, Jennifer Hudson, Mary J. Blige, Shakira i Sting[8]
- Los Angeles: Alicia Keys, Christina Aguilera, Dave Matthews, Neil Young, John Legend, Justin Timberlake, Stevie Wonder, Taylor Swift, Emeline Michel oraz wspólny występ Keitha Urbana, Kida Rocka i Sheryl Crow[8]
- Londyn: Beyoncé, Coldplay, Bono, The Edge, Jay-Z i Rihanna[8]; występy Bono, The Edge’a, Jaya-Z i Rihanny zostały nagrane wcześniej tego samego dnia[13]

### Gwiazdy jako operatorzy telefonów
Operatorzy telefonów w kolejności alfabetycznej:
| - Ben Affleck - Tim Allen - Jennifer Aniston - David Archuleta - Alec Baldwin - Ellen Barkin - Drew Barrymore - Garcelle Beauvais - Jack Black - Emily Blunt - Russell Brand - Benjamin Bratt - Pierce Brosnan - Gerard Butler - Chevy Chase - Kristin Chenoweth - Sacha Baron Cohen - Sean Combs - Common - Bradley Cooper - Cat Cora - Daniel Craig - Cindy Crawford - Penelope Cruz - Billy Crystal - John Cusack - Eric Dane | - Robert De Niro - Ellen DeGeneres - Leonardo DiCaprio - Snoop Dogg - Fran Drescher - Michael Clarke Duncan - Zac Efron - Jenna Elfman - Colin Farrell - Andy García - Mel Gibson - Tyrese Gibson - Selena Gomez - Tom Hanks - Neil Patrick Harris - Taraji P. Henson - Djimon Hounsou - Vanessa Hudgens - Randy Jackson - Jimmy Jean-Louis - Dwayne Johnson - Joe Jonas - Kevin Jonas - Nick Jonas - Quincy Jones - Diane Keaton - Michael Keaton | - Anna Kendrick - Greg Kinnear - Jane Krakowski - John Krasinski - Jessica Lange - Taylor Lautner - Jared Leto - Daniel Day-Lewis - Justin Long - Tobey Maguire - Ricky Martin - Rose McGowan - Ewan McGregor - Katharine McPhee - Debra Messing - Alyssa Milano - Jack Nicholson - Keke Palmer - Holly Robinson Peete - Katy Perry - Tyler Perry - Chris Pine - Jeremy Piven - Jeremy Renner - Tim Robbins - Julia Roberts - Ray Romano - Jeri Ryan - Meg Ryan | - Zoe Saldaña - Adam Sandler - Nicole Scherzinger - Gabourey Sidibe - Kimora Lee Simmons - Russell Simmons - Molly Sims - Christian Slater - Steven Spielberg - Ringo Starr - Taylor Swift - Charlize Theron - Ashley Tisdale - Marisa Tomei - Amber Valletta - Sofía Vergara - Mark Wahlberg - Joe Walsh - Sigourney Weaver - Forest Whitaker - Olivia Wilde - Robin Williams - Rainn Wilson - Reese Witherspoon - Stevie Wonder - Noah Wyle |

## Transmisja
- Międzynarodowa online: YouTube[15], Comedycentral.com, CNN.com Live, FOX40.com, Bebo oraz CNN iPhone app[16].
- Online w Stanach Zjednoczonych: Hulu
- Ameryka Łacińska: Wydarzenie transmitowane było na żywo przez CNN en Español, CNN International, MTV Latin America, National Geographic Channel, MuchMusic, Warner Channel, People and Arts, Discovery Home and Health, E!, Animax, Cartoon Network oraz Boomerang. CNN en Español nadawało wersję z tłumaczem, przekładającym tekst na język hiszpański.
- Australia: Wydarzenie było transmitowane o godz. 12:00 na żywo przez MTV Australia, VH1 Australia, CNN oraz Network Ten; o godz. 20:30 powtórki wyemitował National Geographic Channel, o 21:00 E!, a o 22:00 Style Network[1].
- Austria: Wydarzenie transmitowane było na żywo przez ORF 1, MTV Austria i VIVA Austria.
- Azja Południowo-Wschodnia: Wydarzenie transmitowane było na żywo, od godz. 8:00, przez MTV Asia i CNN Asia Pacific.
- Belgia: Wydarzenie transmitowane było na żywo, o godz. 02:00, przez CNN International, National Geographic Channel, MTV oraz TMF.
- Bułgaria: Wydarzenie transmitowane zostało o 8:40 przez BNT 1.
- Czechy: Wydarzenie transmitowane było na żywo, od godz. 02:00, przez ČT24.
- Dania: Wydarzenie transmitowane było na żywo przez TV2 Denmark, National Geographic Channel, CNN oraz MTV, a także dzień później na TV3 od godz. 20:00 czasu lokalnego[17].
- Finlandia: Wydarzenie transmitowane było na żywo przez YLE Teema.
- Francja: Wydarzenie transmitowane było na żywo przez BFM TV i MTV France.
- Grecja: Wydarzenie transmitowane było na żywo przez MTV Greece.
- Holandia: Wydarzenie transmitowane było na żywo przez Nederland 3, CNN International, National Geographic Channel, MTV NL, TMF Nederland, VH1 Europe i VH1 Classic Europe.
- Hongkong: Wydarzenie transmitowane było na żywo, od godz. 9:00, przez MTV Asia, a także wyemitowane o 21:00 przez ten sam kanał i o 20:00 przez TVB Pearl z chińskimi napisami.
- Indie: Wydarzenie transmitowane było na żywo przez VH1 India.
- Indonezja: Wydarzenie transmitowane było na żywo przez Global TV.
- Irlandia: Wydarzenie transmitowane było na żywo, od godz. 01:00, przez TV3, MTV, VH1, Viva, CNN International, BET, National Geographic, The Style Network i E!.
- Izrael: Wydarzenie transmitowane było na żywo, od godz. 3:00, przez Channel 10, MTV, National Geographic, VH1 i CNN International.
- Kanada: Wydarzenie transmitowane było na żywo przez CTV, CBC Television, Global, Citytv, MuchMusic, CP24 oraz MTV Canada. W zależności od strefy czasowej, poprzedzone lub kontynuowane było Canada for Haiti[18]. Poza tym program był dostępny online na stronach: CTV.ca, GlobalTv.com, Citytv.com i CP24.com.
- Macedonia: Wydarzenie transmitowane było na żywo przez MRTV, A1, Kanal 5 i Alfa TV.
- Niemcy: Wydarzenie transmitowane było na żywo przez MTV Germany, VIVA Germany, TNT Serie i National Geographic Channel.
- Norwegia: Wydarzenie transmitowane było na żywo przez TVNorge i National Geographic Channel. Następnego dnia, o godz. 21:30 wyemitowane zostało przez NRK3.[19]
- Polska: Wydarzenie transmitowane było na żywo przez VIVA Polska, National Geographic Polska, VH1 i MTV.
- Portugalia: Wydarzenie transmitowane było na żywo przez MTV.
- Rosja: Wydarzenie transmitowane było na żywo przez MTV.
- Rumunia: Wydarzenie transmitowane było na żywo przez Antena 3.[20]
- Serbia: Wydarzenie transmitowane było na żywo przez B92 Info.
- Słowacja: Wydarzenie transmitowane było na żywo przez TV Doma.
- Słowenia: Wydarzenie transmitowane było na żywo przez TV Slo 1 i TV3.
- Stany Zjednoczone: Wydarzenie transmitowane było na żywo, od godz. 20:00, przez wszystkie kanały należące do grupy MTV Networks (w tym: MTV, VH1 i CMT), a także ABC, CBS, Fox, NBC, PBS, The CW, BET, CNN, CNN International, MSNBC, TNT, Comedy Central, Bravo, Oxygen, E!, Style Network, G4, Fuse TV, ReelzChannel, MLB Network, Current TV, Discovery Health, HBO, Showtime, National Geographic Channel, Pets TV, Smithsonian Networks, Planet Green i The Weather Channel[21].
- Szwecja: Wydarzenie transmitowane było na żywo przez MTV, TV4 i Kanal 5. Powtórki wyemitowane zostały następnego dnia przez: SVT1, TV3 i MTV.
- Turcja: Wydarzenie transmitowane było na żywo przez MTV, TNT, National Geographic Channel, CNN Turk.
- Ukraina: Wydarzenie transmitowane było na żywo przez MTV.
- Wielka Brytania: Wydarzenie transmitowane było na żywo przez MTV, VH1, Viva, CNN International, BET, National Geographic Channel, The Style Network i E!. MTV i Viva powtórzyły program następnego dnia o godz. 9:00.[13]
- Węgry: Wydarzenie transmitowane było na żywo przez MTV Hungary, VIVA Hungary i National Geographic Channel.
- Włochy: Wydarzenie transmitowane było na żywo przez MTV Italia.